# Miklós Sárkány
Mór Miklós Sárkány (Budapest, 15 agosto 1908 – Vienna, 20 dicembre 1998) è stato un pallanuotista ungherese, vincitore di due medaglie d'oro alle olimpiadi di Los Angeles 1932 e di Berlino 1936 e di tre ori europei.